# FERMIAC

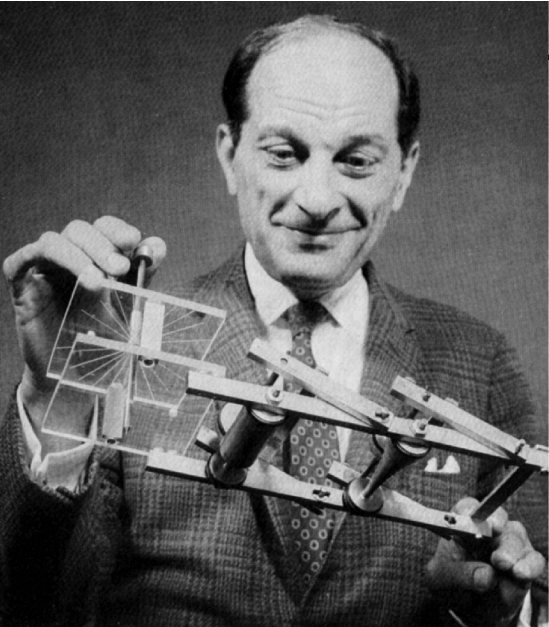
Ein Pionier der rechnerbasierten Monte-Carlo-Methode, Stanislaw Ulam, mit dem FERMIAC

Der FERMIAC ist ein mechanischer Analogrechner, welcher die Ausbreitung von Neutronenstrahlung per Monte-Carlo-Methode darstellen kann. Er wurde 1947 von Enrico Fermi konzipiert und von L.D.P. King vom Los Alamos Scientific Laboratory gebaut. Das Original des Gerätes wird heute im Bradbury Science Museum, Los Alamos ausgestellt.

## Hintergrund
Das Würfeln per Monte-Carlo-Methode wurde durch digitale Rechenanlagen stark vereinfacht und wurde von Stanislaw Ulam und John von Neumann zur Lösung physikalischer Probleme wie die Neutronendiffusion und dem Photontransport vorgeschlagen. In der zweiten Hälfte der 1940er Jahre war dazu ENIAC auserkoren worden. Diese elektronische Rechenmaschine stand aber nicht sofort für die Forscher in Los Alamos zur Verfügung. Daher wurde in der Übergangszeit von etwa zwei Jahren der FERMIAC zur Vereinfachung der langwierigen und ermüdenden Simulationen zum Neutronenfluss eingesetzt.

## Aufbau
Das Gerät besteht aus einem Messingrahmen, der auf technischen Zeichnungen über vier Räder verschiebbar ist. Zwei Messräder zeichnen auf dem Papier zurückgelegte Entfernungen auf, mit der die kumulierte Flugzeit bzw. Wegstrecke von freien Neutronen nachgebildet wird, die entweder als thermisches (0,0253 eV) oder schnelles Neutron (2 MeV) starten. An einer Plexiglasscheibe mit vorgezeichneten Winkeln kann man einen Stift einsetzen und Streueffekte nachbilden bzw. die Richtung neuer Neutronen nach einer Kernspaltung simulieren.

## Benutzung

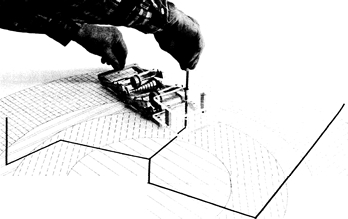
Der FERMIAC in Gebrauch

Gemäß den verwendeten Materialkonstanten der zu untersuchenden Bauelemente wird das Übersetzungsverhältnis der Messräder eingestellt. Nach dem Monte-Carlo-Prinzip werden Zufallszahlen gezogen, die die Richtung und die Strecke der Neutronenbewegung bestimmen. Am Ende des Bewegungsschrittes angekommen, gibt eine weitere Zufallszahl an, welcher Prozess folgt, wie zum Beispiel elastischer oder unelastischer Stoß, Kernspaltung oder Absorption. Üblicherweise werden mindestens 100 Neutronen und deren Folgeneutronen in eine Schnittzeichnung eingezeichnet, um beispielsweise die Neutronenverteilung in einem Brennelement zu untersuchen.